# Obzor (město)
Obzor (bulharsky Обзор) je město ve východním Bulharsku. Město se rozkládá na pobřeží Černého moře, v Burgaské oblasti, u Staré Planiny. Nachází se 32 km od Nesebaru, správního střediska stejnojmenné obštiny, a má zhruba 2 tisíce obyvatel, který v turistické sezóně narůstá až nad 40 000 obyvatel.

## Popis
Město má rozsáhlou písečnou pláž, přes 7 kilometrů dlouhou. Nachází se zde mnoho hotelů s kapacitou i přes 1 000 lůžek. Centrum je živé, až příliš přelidněné. Do Burgasu i do Varny je zhruba stejně kilometrů. Na návštěvníka město bude působit velice svěže, je umístěno do zeleného prostředí a terén se mírně svažuje směrem k moři. Okolní krajina připomíná krajinu chorvatskou. U pláže je nově vybudovaný park, plný novodobých atrakcí, který spolu s novou výstavbou hotelů severně od města svědčí o tom, že se město snaží do oblasti přilákat více turistů. Místo je také známé svou nudistickou pláží a naturalistickou kolonií. Nudistická pláž Irakli se nachází 10 kilometrů od Slunečného pobřeží.

## Historie
Sídlo je staré zhruba 3 tisíce let. Nejprve šlo o thrácké sídliště, které se nazývalo Naulochas (také Tetranaulochas nebo Tatranaulochas). V prvním tisíciletí př. n. l. se zde usadili Řekové a svoji osadu nazvali Heliopolis. Na počátku římského období v 1. století př. n. l. byl postaven Jupiterův chrám a město dostalo název Théopolis (boží město) nebo Templum Iovis (Jupiterův chrám). Jeho pozůstatky se nalézají ve středu města. Později se tu nalézala letní rezidence byzantských císařů. V 5. století zde byla postavena trojlodní bazilika o délce 40 m a se stěnami o tloušťce 2 m, která byla objevena v 70. letech a ze které je patrno, že byla několikrát obnovována.
Za dob druhé Bulharské říše ze byla vybudována pevnost Kozjak. V osmanském období se dědina nazývala Gözeken (obzor) a v jeho bulharské formě (Гьозекен) ho nesla až do roku 1936, kdy byla přejmenována na současný název. Obzor je městem od roku 1984.

## Obyvatelstvo
Ve městě žije 2 051 stálých obyvatel a je zde trvale hlášeno 1 814 obyvatel. Podle sčítání 1. února 2011 bylo národnostní složení následující:
- Bulhaři: 1 948 (97.3 %)
- Turci: 19 (0.9 %)
- Romové: 18 (0.9 %)
- ostatní: 17 (0.8 %)